# Pierre Droite (Écuelles)

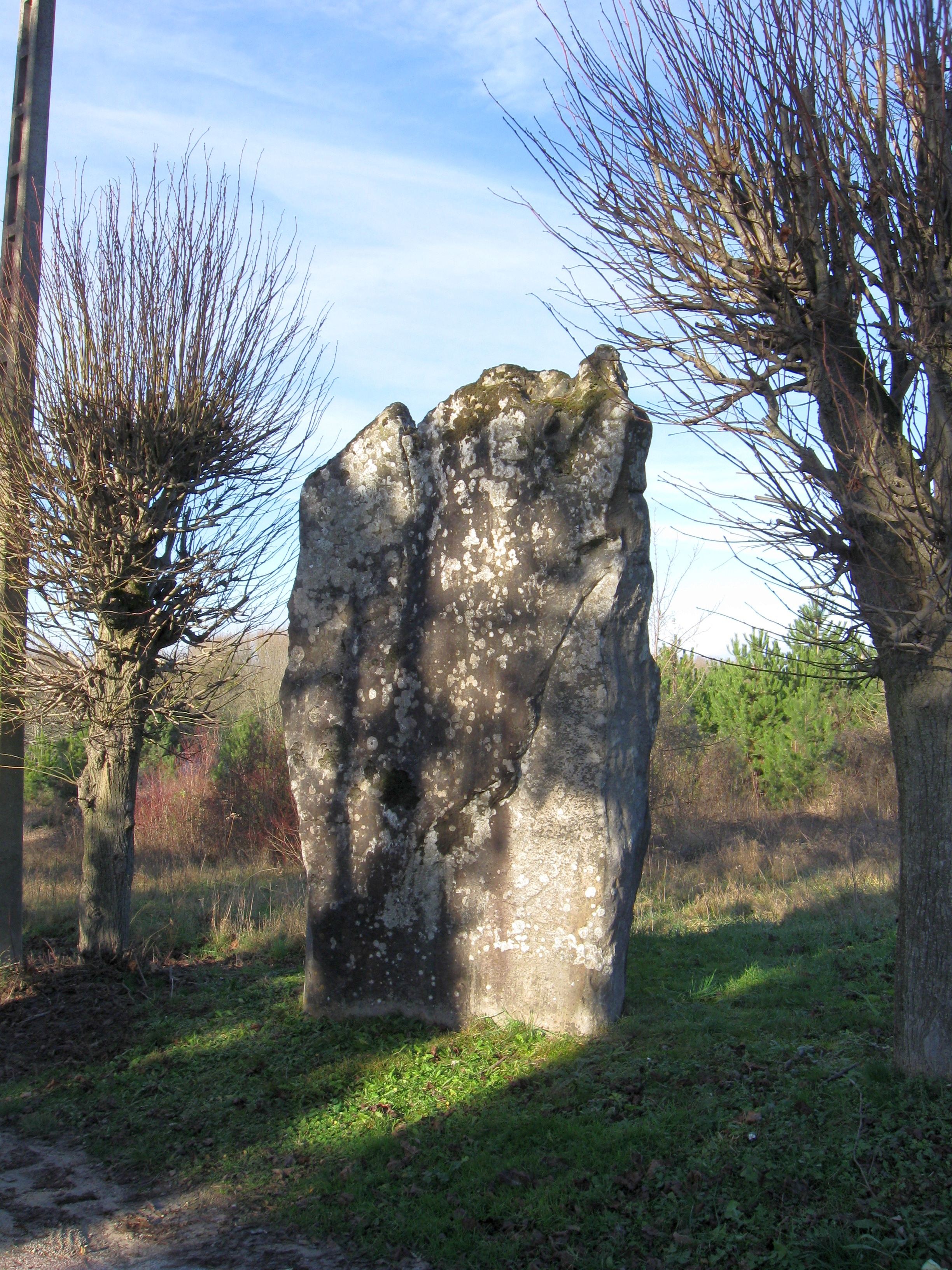
Pierre Droite

Der Pierre Droite (auch Menhir d’Écuelles oder Pierre aux Couteaux genannt) ist ein Menhir westlich der Route d’Écuelles, nördlich von Écuelles im Süden des Département Seine-et-Marne in Frankreich.
Der Menhir besteht aus einer 3,5 m hohen, 2,2 m breiten und 0,80 m dicken Platte aus Fontainebleau-Sandstein. Er wurde 1944 von seinem ursprünglichen Standort am Canal du Loing versetzt.
Nach E. Chouquet wurde 1860 von einem Laien eine Grabung am Fuße des Menhir durchgeführt. Unter einer Schicht großer Steine fand er ein menschliches Skelett, das mit Asche bedeckt war. In der Nähe des Schädels lag ein Stein, möglicherweise eine geschliffene Axt. Chouquet führte 1875 eine zweite Grabung durch und sammelte drei Feuerstein-Splitter und ein Hirschgeweihbruchstück.
Der Menhir wurde 1848 von E. Paty gemeldet und 1889 unter Denkmalschutz gestellt.

## Legende
Nach einer Legende fallen aus dem Stein sieben kleine Messer, wenn man auf seine Spitze schlägt. Einer anderen Legende zufolge markiert der Stein einen der Orte der sagenhaften Schlacht von Lato Fao zwischen Brunichild und Fredegunde.